# Guillaume d’Hauberat
Guillaume d’Hauberat (* um 1680; † 1749) war ein französischer Architekt und Baumeister des Barocks, der an zahlreichen herrschaftlichen Profanbauten in Deutschland beteiligt war.

## Leben
D’Hauberat war ein Schüler und Mitarbeiter des Architekten Robert de Cotte. Dieser holte ihn im März 1716 als Unterstützung bei den Bauvorhaben für den Kölner Kurfürsten Joseph Clemens von Bayern nach Bonn und löste in dieser Funktion Benoît de Fortier ab. Ab Juli jenes Jahres bekleidete d’Hauberat das Amt des Bauleiters für das kurfürstliche Residenzschloss, das heute Sitz der Rheinischen Friedrich-Wilhelms-Universität ist. Außerdem wurde unter seiner Bauleitung bis 1719 der Hof Zum Sack am Bonner Rheinufer zu einem Stadtpalais (später Clemenshof und Plettenberger Hof) erweitert. Ab 1721 war d’Hauberat Leiter des gesamten kurfürstlichen Bauwesens und in dieser Position 1724 an den Arbeiten am Schloss in Brühl beteiligt. Zuvor war er bereits 1718 beim Bau des Schlosses Clemensruhe in Poppelsdorf involviert, das nach den Plänen de Cottes errichtet wurde. Nach dem Tod des Kurfürsten im November 1723 verließ d’Hauberat Bonn, obwohl er dort die Tochter des kurfürstlichen Rates Steinmann geheiratet hatte.
1726 folgte er dem Ruf als Hofarchitekt des pfälzischen Kurfürsten Karl Philipp von der Pfalz nach Mannheim, wo d’Hauberat bis 1733 als Nachfolger Johann Clemens Froimons den Bau des von seinem Vorgänger begonnenen Mannheimer Schlosses weiterführte und dessen Schlosskirche im Jahr 1731 vollendete. In die Zeit um 1733 fällt auch seine Tätigkeit als Bauleiter des Stadtpalais’ derer von Thurn und Taxis in Frankfurt am Main, die er von Mannheim aus ausübte. Anschließend war er von 1738 bis 1740 für den Fürsten Karl August von Nassau-Weilburg beim Neubau des Schlosses Kirchheimbolanden tätig. Am Ort eines Vorgängerbaues errichtete d’Hauberat dort eine Dreiflügelanlage mit Ehrenhof und einem sich östlich anschließenden Park.
Nach dem Tod Alessandro Galli da Bibienas wurde d’Hauberat 1748 Oberbaudirektor in Mannheim und vollendete in dieser Eigenschaft die von seinem Vorgänger begonnene Kuppel der Mannheimer Jesuitenkirche. Ein weiteres Bauprojekt mit d’Hauberat als Beteiligtem war das Schwetzinger Schloss als Sommerresidenz der pfälzischen Kurfürsten.

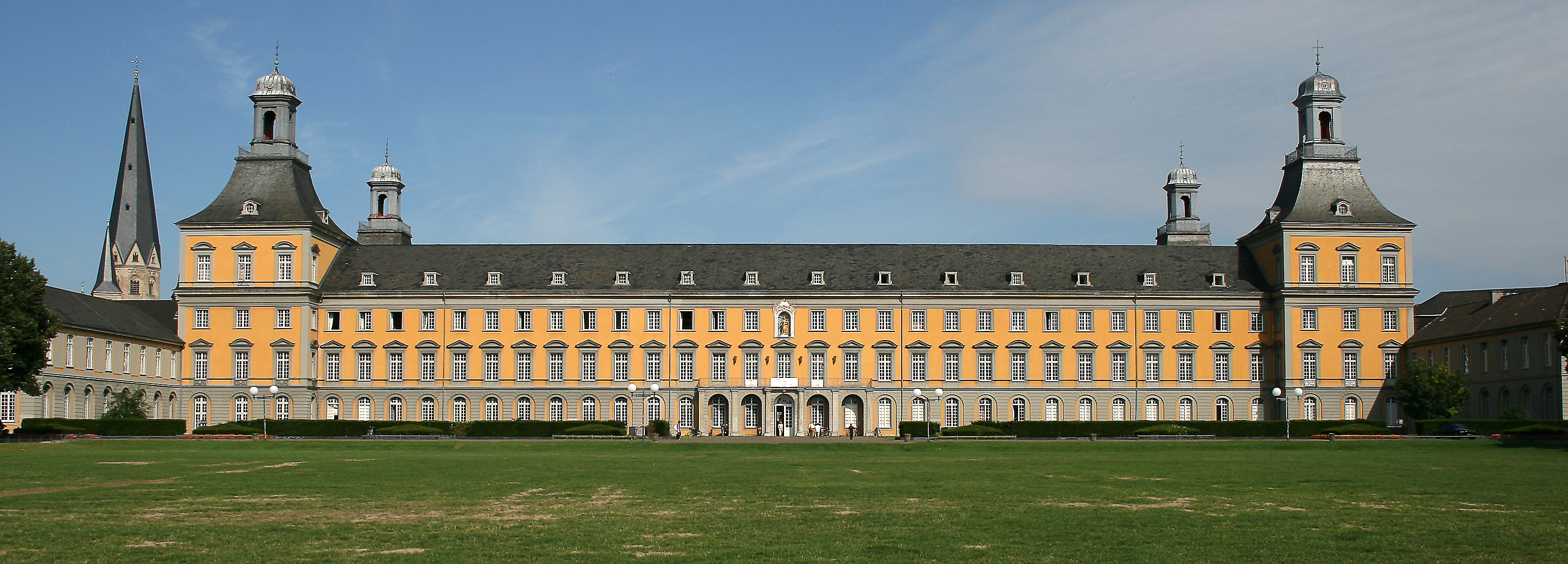
Das kurfürstliche Schloss in Bonn
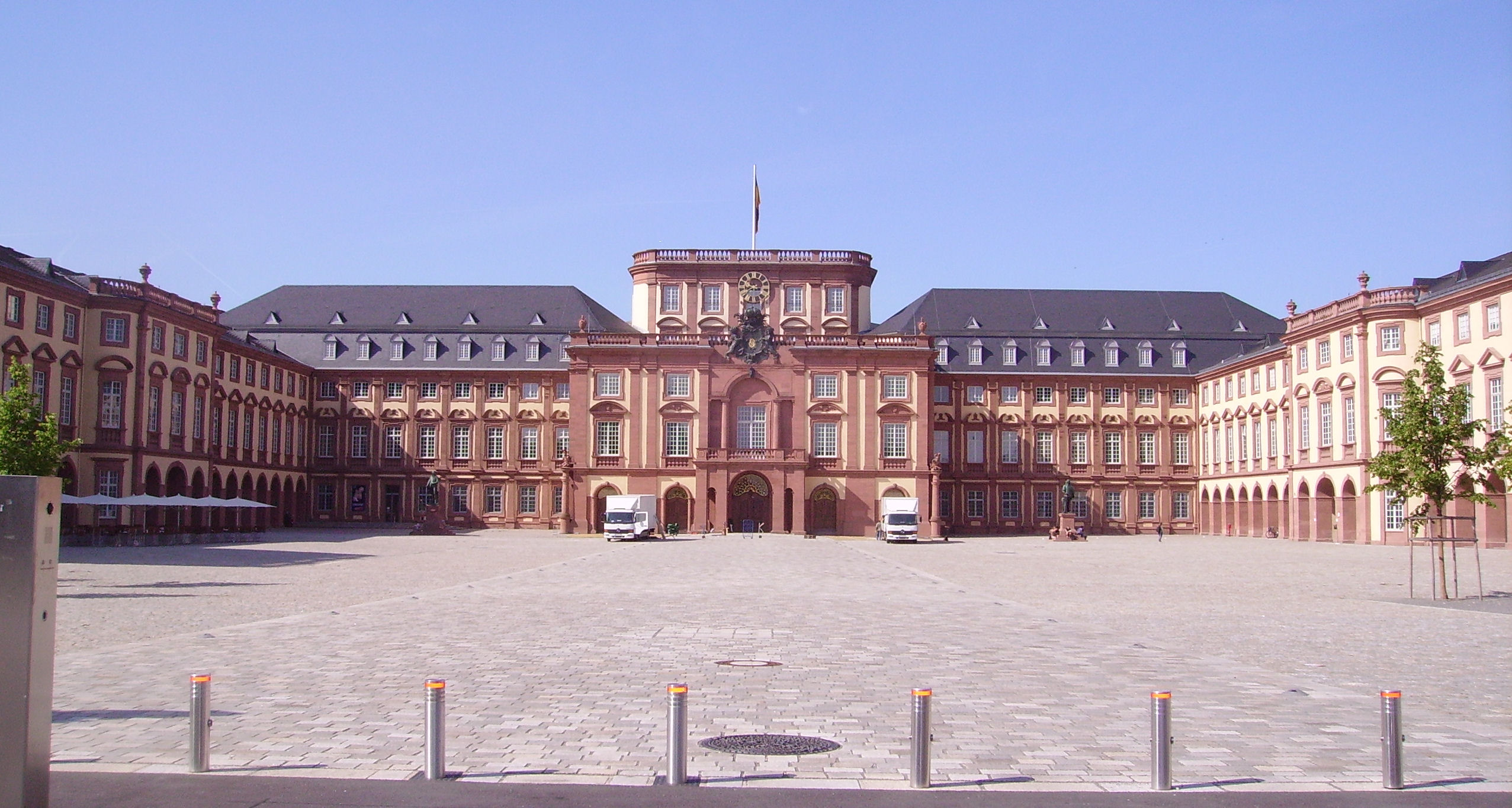
Das Mannheimer Schloss
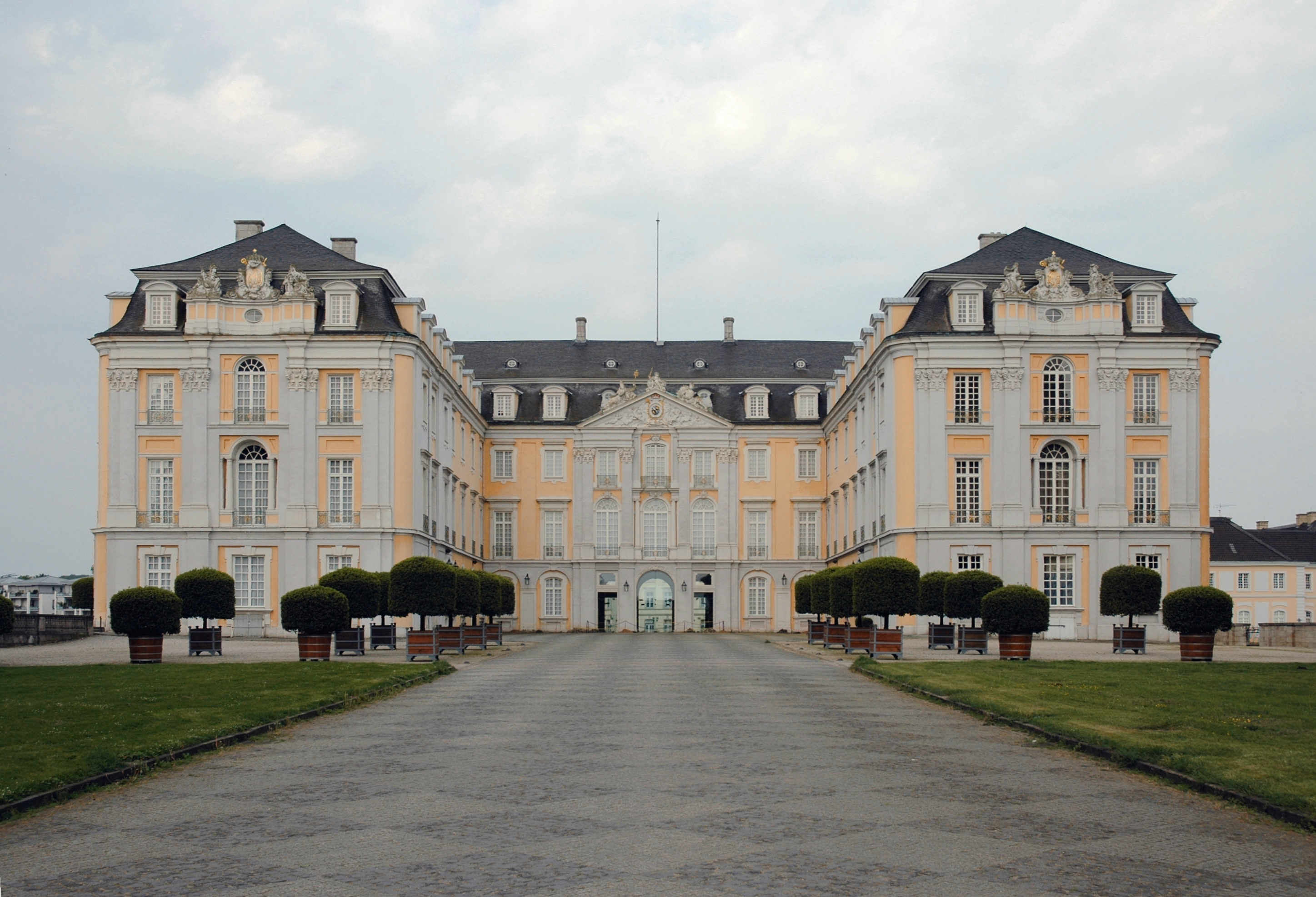
Schloss Augustusburg in Brühl
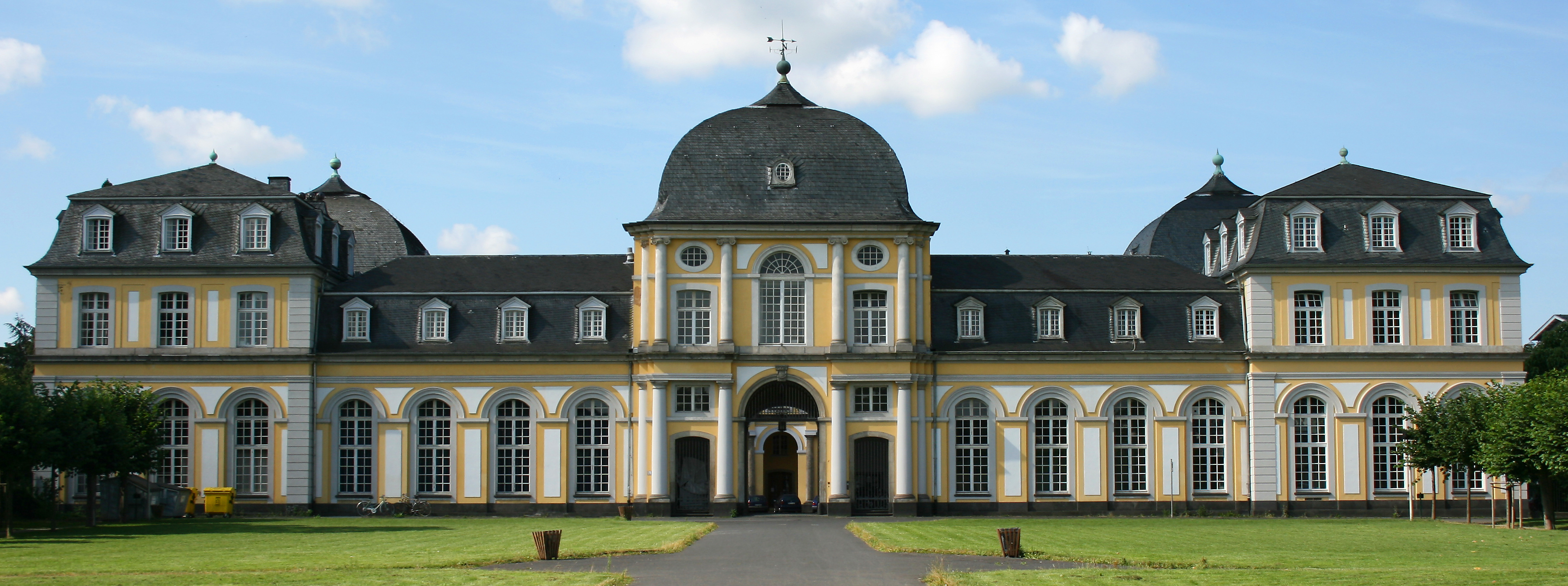
Das Poppelsdorfer Schloss